# Семенычевка
Семенычевка — река в России, протекает по Камышлинскому району Самарской области. Устье реки находится в 17 км по правому берегу реки Анлы.
Длина реки составляет 12 км, площадь бассейна — 91,2 км². Имеет левый приток — реку Ална.

## Данные водного реестра
По данным государственного водного реестра России относится к Нижневолжскому бассейновому округу, водохозяйственный участок реки — Большой Кинель от истока и до устья, без реки Кутулук от истока до Кутулукского гидроузла. Речной бассейн реки — Волга от верхнего Куйбышевского водохранилища до впадения в Каспий.
Код объекта в государственном водном реестре — 11010000812112100008081.